# مدينة مخططة

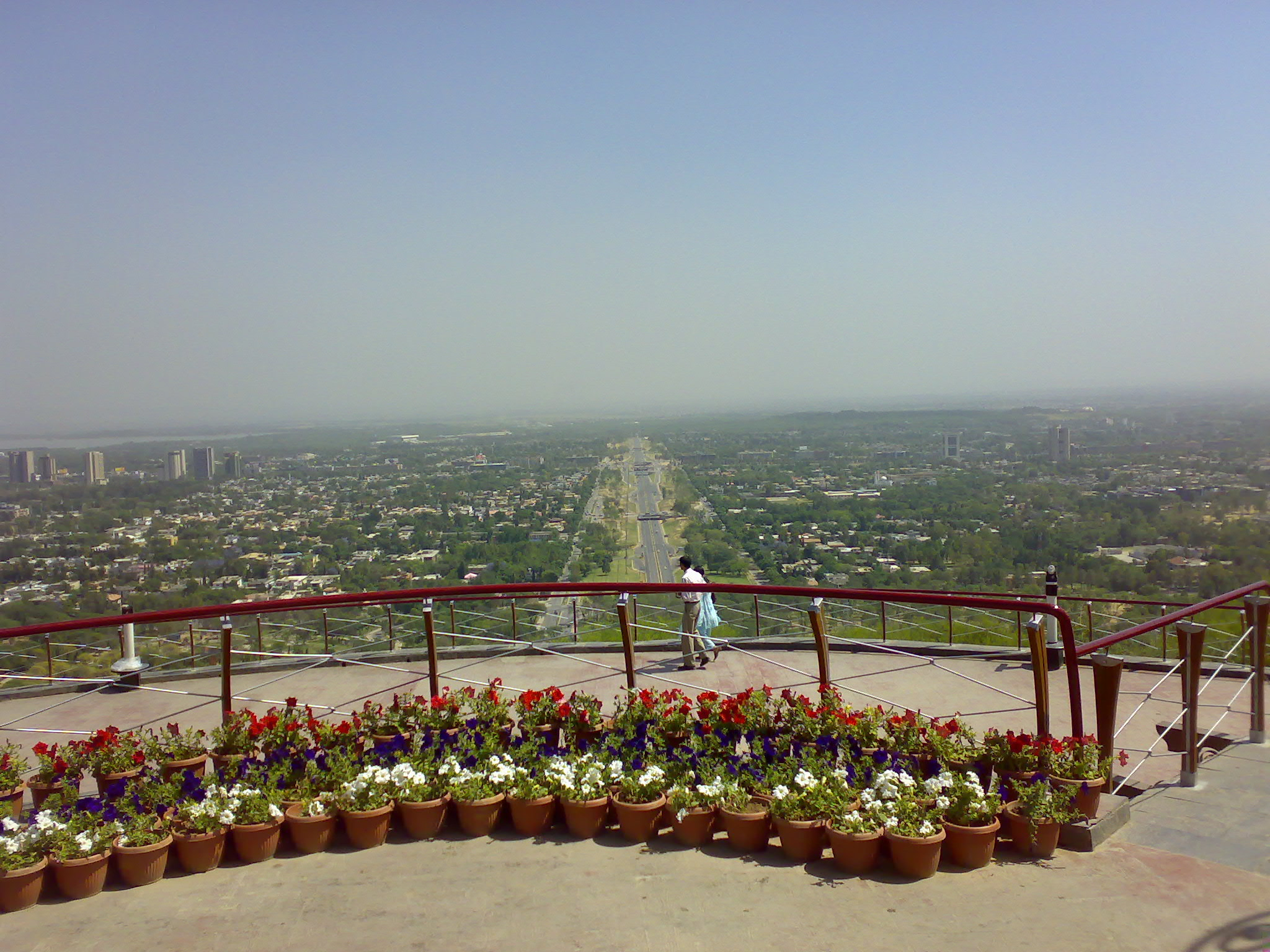
إسلام أباد عاصمة الباكستان

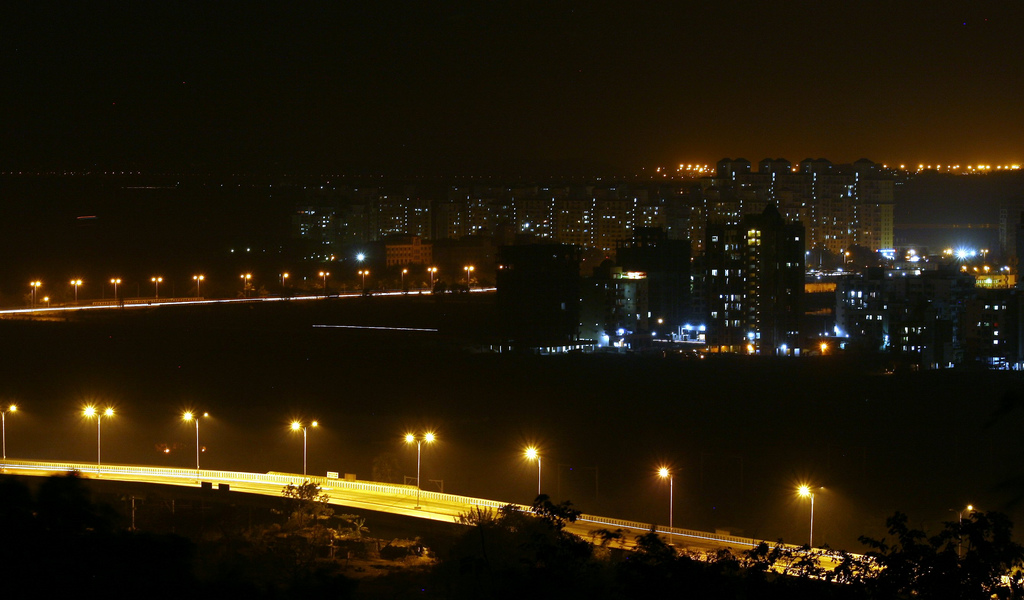
مومباي الجديدة بالهند

المدينة المخططة أو المخطط لها أو الجديدة هي مدن يتم تصميمها بعناية وتنشأ عادة في منطقة غير معمورة، ويكون الهدف منها أن تخلو من كثير من المشكلات التي تواجهها المدن القديمة، خاصة مشكلة النزاع على ملكية الأرض، سوء التخطيط، الازدحام المروري، والكثافة السكانية المرتفعة، ومن أشهر نموذج للمدن المخطط لها هو العاصمة النيجيرية أبوجا، أما أكبر مدينة مخطط لها في العالم فهي نافي مومباي المجاورة لمدينة مومباي الهندية.
كان من الشائع خلال الاستعمار الأوروبي لأمريكا أن يتم إنشاء المدن وفقاً لخطة محددة سلفاً اما في منطقة خالية كلياً من العمران، أو على أنقاض المدن القديمة للهنود الحمر.

## عواصم مخطط لها
العديد من العواصم الدولية هي مدن مخطط لها أشهرها العاصمة الأمريكية واشنطن، والعاصمة الهندية دلهي والباكستانية إسلام أباد والنيجيرية أبوجا، والمصرية العاصمة الإدارية الجديدة، بالإضافة إلى برازيلياعاصمة البرازيل وعواصم أخرى كثيرة حول العالم.

## مدن مخطط لها حول العالم
هناك في كل قارات العالم مدن مخطط لها والقائمة التالية تحتوي أشهر المدن المخطط لها في كل أنحاء العالم مقسمة حسب القارات.

### مصر
يوجد في مصر العديد من المدن الجديدة المخططة تحت إشراف وإدارة هيئة المجتمعات العمرانية الجديدة هي:
السادس من أكتوبر - العاشر من رمضان - 15 مايو - دمياط الجديدة - برج العرب الجديدة -الصالحية الجديدة - السادات - القاهرة الجديدة - الشيخ زايد - بدر - العبور - بني سويف الجديدة - المنيا الجديدة - النوبارية الجديدة - الشروق - أسيوط الجديدة - طيبة الجديدة - سوهاج الجديدة - أسوان الجديدة - قنا الجديدة - الفيوم الجديدة - أخميم الجديدة - العاصمة الإدارية الجديدة - العلمين الجديدة - الإسماعيلية الجديدة - سلام مصر - المنصورة الجديدة - غرب قنا - ناصر الجديدة - رشيد الجديدة - مدينة الجلالة - توشكى الجديدة - حدائق العاصمة - حدائق أكتوبر - السويس الجديدة - السادس من أكتوبر الجديدة - العبور الجديدة.

#### جنوب أفريقيا
عدد من مدن جنوب أفريقيا تم إنشاءها في حقبة الفصل العنصري لمجموعات عرقية مختلفة. التجمعات السكنية المخطط لها التي تم إنشاءها للبيض تتضمن ويلكوم وساسولبيرغ و سيكوندا.
بالإضافة إلى أن معظم التجمعات الحضرية في جنوب إفريقيا تم تخطيطها مسبقاً في بدايات تكونها ولا تزال مراكز المدن تحمل سمات التخطيط. وتم خلال فترة الفصل العنصري تخطيط عدد من التجمعات السكنية للسود والمجموعات غير البيضاء.

#### نيجيريا
العاصمة النيجيرية: أبوجا نفسها هي مدينة مخطط لها وتم إنشاءها في الثمانينات من القرن العشرين.

#### بوتسوانا
تم إنشاء مدينة غابوروني البوتسوانية في الستينيات من القرن العشرين.

### آسيا

#### الإمارات العربية المتحدة
- مدينة مصدر هي مدينة مستقبلية ستكون على بعد 17 كلم من مركز مدينة أبوظبي في الإمارات العربية المتحدة وستستخدم الطاقة المتجددة بمساحة 6 كلم2 وهي مصممة لاستيعاب 40 ألف نسمة.[5]

#### السعودية
- نيوم